# Crateromorpha lankesteri
Crateromorpha lankesteri är en svampdjursart som beskrevs av James Barrie Kirkpatrick 1902. Crateromorpha lankesteri ingår i släktet Crateromorpha och familjen Rossellidae. Inga underarter finns listade i Catalogue of Life.